# Poletiči
Poletiči so naselje v Slovenski Istri, ki upravno spada pod Mestno občino Koper.